# Bilder im Stiegenhaus des Kunsthistorischen Museums (Wien)
Das Stiegenhaus (Treppenhaus) des Kunsthistorischen Museums in Wien ist mit Zwickel- und Interkolumnienbildern von Gustav Klimt, Ernst Klimt sowie Franz Matsch, Lünettenbildern von Hans Makart und einem Deckengemälde von Mihály Munkácsy ausgestattet.

## Plan und Galerie
|                                                        |                                                                  |                                                        |                                                           | альт=                                      | альт= | альт=                    |                                      |  |                 |       |
| Makart Michaelangelo                                   | Makart Allegorie der religiösen und profanen Malerei             | Makart Tizian                                          |                                                           |                                            |       |                          |                                      |  |                 |       |
|                                                        |                                                                  |                                                        |                                                           |                                            |       |                          |                                      |  |                 |       |
| Gustav Klimt Römisches und venezianisches Quattrocento | Gustav Klimt Griechische Antike und Aegypten                     | Gustav Klimt Alt-Italienische Kunst                    |                                                           |                                            |       |                          |                                      |  |                 |       |
| альт=                                                  | Makart Rubens                                                    |                                                        | Ernst Klimt Holländische und Vlämische Schule             |                                            |       |                          | Ernst Klimt Die Deutsche Renaissance |  | Makart Van Dyck | альт= |
| альт=                                                  | Makart Rembrandt                                                 |                                                        | Franz Matsch Barock und Rokoko                            | Ernst Klimt Spanien und Niederlande        |       | Makart Velazquez         | альт=                                |  |                 |       |
| альт=                                                  | Makart Raphael                                                   |                                                        | Gustav Klimt Florentinisches Cinquecento und Quattrocento | Ernst Klimt Italienische Hochrenaissance   |       | Makart Leonardo da Vinci | альт=                                |  |                 |       |
|                                                        |                                                                  |                                                        |                                                           | Mihály Munkácsy. Apotheose der Renaissance |       |                          |                                      |  |                 |       |
|                                                        |                                                                  |                                                        |                                                           |                                            |       |                          |                                      |  |                 |       |
| Franz Matsch Karolingische und burgundische Zeit       | Franz Matsch Romanische und byzantinische Kunst, Römische Antike | Franz Matsch Nordische Gotik des späteren Mittelalters |                                                           |                                            |       |                          |                                      |  |                 |       |
| альт=                                                  | альт=                                                            | альт=                                                  |                                                           |                                            |       |                          |                                      |  |                 |       |
| Makart Dürer                                           | Makart Allegorie der Bildhauerei                                 | Makart Holbein                                         |                                                           |                                            |       |                          |                                      |  |                 |       |

## Entstehung
Das Wiener Hofbau-Comité beauftragte Mitte des Jahres 1881 Hans Makart mit der Gesamtausstattung des großen Stiegenhauses. Da dieser jedoch 1884 starb, konnten nur die bis dahin von ihm fertiggestellten Lünettenbilder an die Wände des Museums angebracht werden. Für die weiteren Bilder musste man andere Künstler suchen. 1885 wurde zunächst Hans Canon mit dem Deckengemälde betraut, aber auch dieser verstarb wenige Monate später. Schließlich erhielt Mihály Munkácsy den Auftrag für die Deckenmalerei, Apotheose der Renaissance, die Mitte des Jahres 1890 vollendet war. Die Maler-Compagnie, in der sich die Brüder Gustav und Ernst Klimt sowie Franz Matsch zusammengeschlossen hatten, sollte die Zwickel- und Interkolumnienbilder ausführen. Der Auftrag dafür wurde im Februar 1890 erteilt und sollte binnen fünf Monaten erfüllt werden, fertiggestellt waren die Werke allerdings erst 1891. Hierbei seien die Schwierigkeiten der Auftraggeber erwähnt, Künstler zu finden, die Projekte solcher Größenordnungen überhaupt durchführen konnten. Der erteilte Auftrag war also auch ein Zeichen für die professionellen Fähigkeiten der jungen Maler-Compagnie
Konzept und Namensgebung der Innenausstattung stammen von Albert Ilg.

## Deckengemälde: Mihály Munkácsy

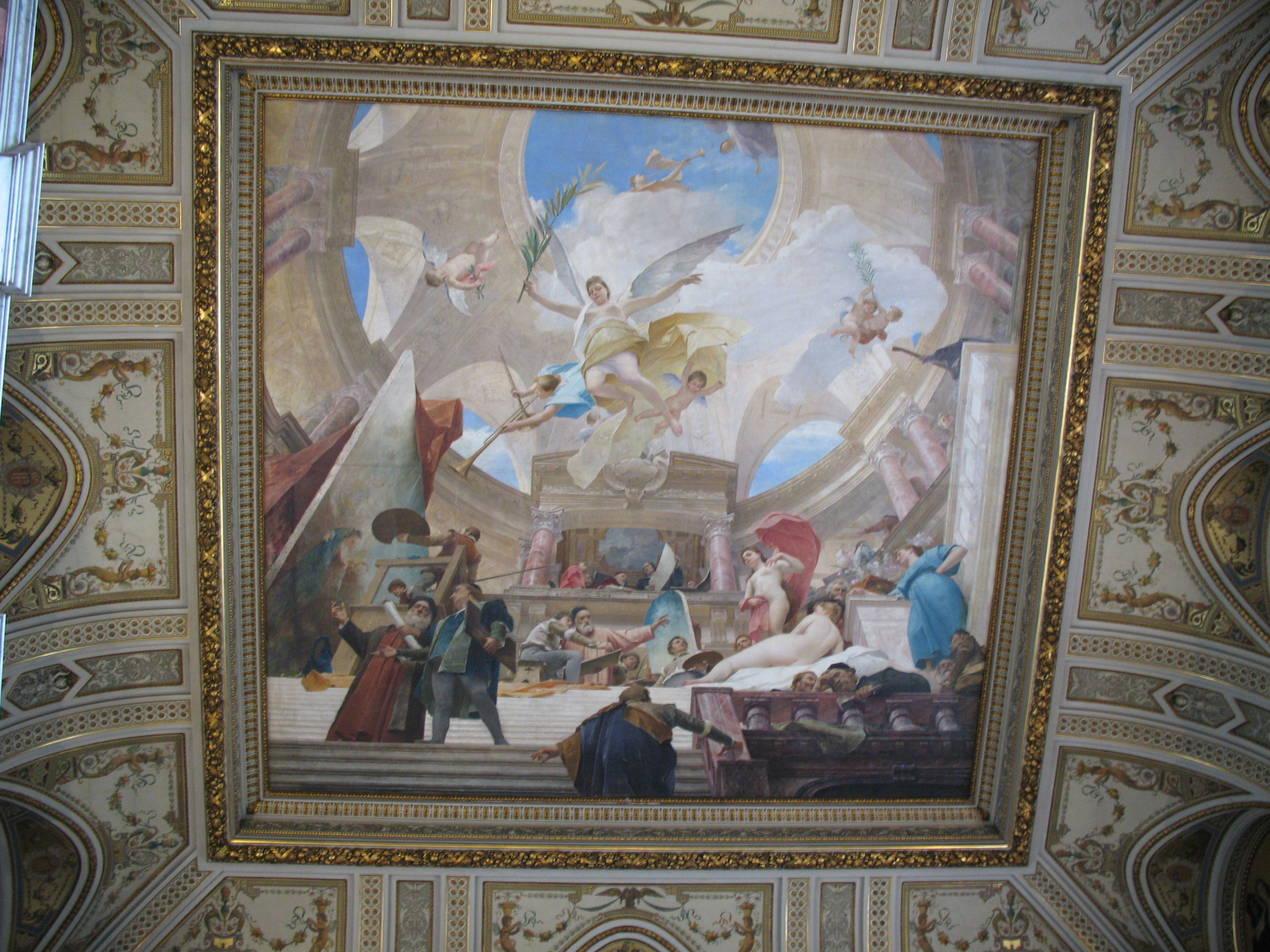
Mihály von Munkácsy: Apotheose der Renaissance (Deckenmalerei im Kunsthistorischen Museum, 1890)

Munkácsys Apotheose der Renaissance scheint wie ein Renaissance-Gebäude mit Kuppel, die sich zum Himmel öffnet. In einer Loggia ist der Papst zu sehen, darunter Michelangelo, Leonardo da Vinci und Raffael. Tizian erteilt Malunterricht, auf einem Gerüst ist Paolo Veronese stehend beim Malen dargestellt. Darüber schweben personifizierte Darstellungen von Ruhm und Ehre der Künste – Fama und Gloria.

## Lünettenbilder: Hans Makart
Makarts insgesamt zwölf auf Leinwand und goldenem Hintergrund gemalte Lünettenbilder bestehen aus zehn Gemälden von italienischen, spanischen, deutschen und niederländischen Künstlern des 16. bis 17. Jahrhunderts und deren Modellen bzw. Lieblingsthemen sowie aus zwei personifizierten Darstellungen, den Allegorien der Malerei und Bildhauerei. Obwohl die einzelnen Werke weder in direktem inhaltlichen Zusammenhang stehen noch chronologisch geordnet sind, fällt bei der Positionierung der Bilder auf, dass in der Nord-Süd-Achse die Allegorien der Malerei und Bildhauerei bzw. in der Ost-West-Achse Velázquez und Rembrandt einander gegenübergestellt sind.

### Nordwand
- links: Michelangelo mit der Erweckung Adams
- Mitte: Allegorie der religiösen und profanen Malerei
- rechts: Tizian

### Südwand
- links: Holbein (Hans Holbein mit Jane Seymour)
- Mitte: Allegorie der Bildhauerei
- rechts: Dürer (Albrecht Dürer mit Modell)

### Ostwand
- links: Van Dyck oder Murillo (Thema nicht vollständig geklärt)[4][5]
- Mitte: Velázquez
- rechts: Leonardo da Vinci

### Westwand
- links: Raffael
- Mitte: Rembrandt
- rechts: Rubens

## Zwickel und Interkolumnienbilder: Brüder Klimt, Matsch
Die Gemälde von Matsch und der Brüder Klimt beruhen inhaltlich auf verschiedenen Stilepochen, ein Hinweis auf die vielfältige Kunstsammlung der Habsburger. Gezeigt werden Kostüme, Schmuck, Kunstgewerbe, Waffen und Plastik. Die Bilder sind auf Leinwand gemalt und an die Wände des Stiegenhauses geklebt. Die Auftraggeber stellten an die Maler-Compagnie folgende Anforderungen: Die Zwickel- und Interkolumnienbilder sollten sowohl mit den Größenverhältnissen der Darstellungen als auch der Farbgebung der bereits vorhandenen Werken Munkácsys sowie Makarts harmonieren. Außerdem sollten die jungen Künstler Material und Farbe der Säulen des Stiegenhauses berücksichtigen. Kunsthistorisch besonders bemerkenswert sind die Werke des damals achtundzwanzigjährigen Gustav Klimt, denn sie gelten als Beispiel für die Entwicklung von der Historienmalerei zum Jugendstil. Sein Bruder Ernst sowie Matsch hingegen blieben in ihren Darstellungen noch historischen Traditionen treu.

### Nordwand: Gustav Klimt
- links: Römisches und Venezianisches Quattrocento
- Mitte: Griechische Antike und Aegypten
- rechts: Altitalienische Kunst

### Südwand: Franz Matsch
- links: Nordische Gotik des späteren Mittelalters
- Mitte: Romanische und byzantinische Kunst, Römische Antike
- rechts: Karolingische und burgundische Zeit

### Ostwand: Ernst Klimt
- links: Die deutsche Renaissance
- Mitte: Spanien und Niederlande
- rechts: Italienische Hochrenaissance

### Westwand: Brüder Klimt, Matsch
- links: Gustav Klimt – Florentinisches Cinquecento und Quattrocento
- Mitte: Franz Matsch – Barock und Rokoko
- rechts: Ernst Klimt – Holländische und Vlämische Schule